# Artur Anjos Teixeira

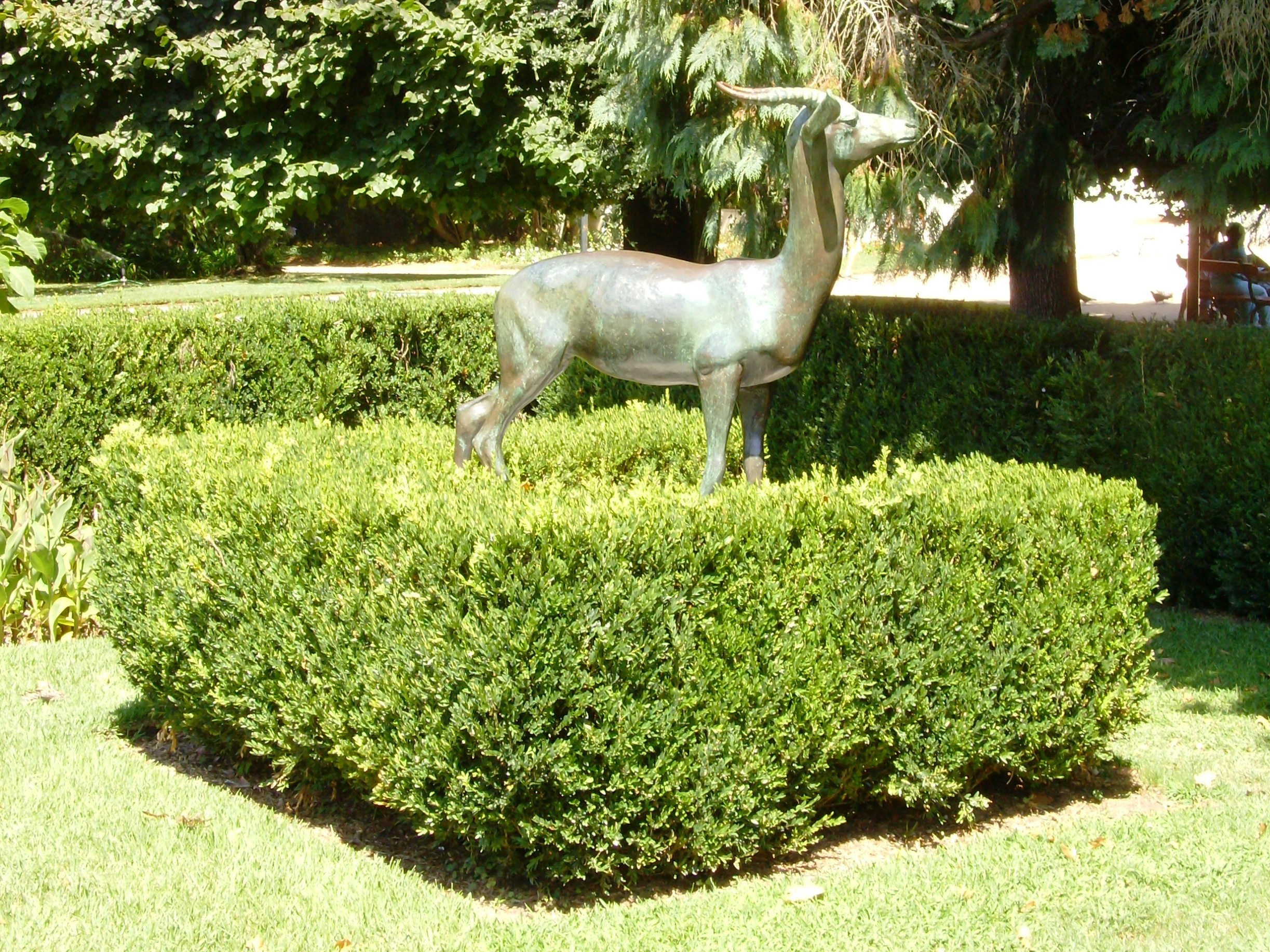
"Cabra de Leque" (Antidorcas marsupialis), bronze (Parque D. Carlos I, Caldas da Rainha).

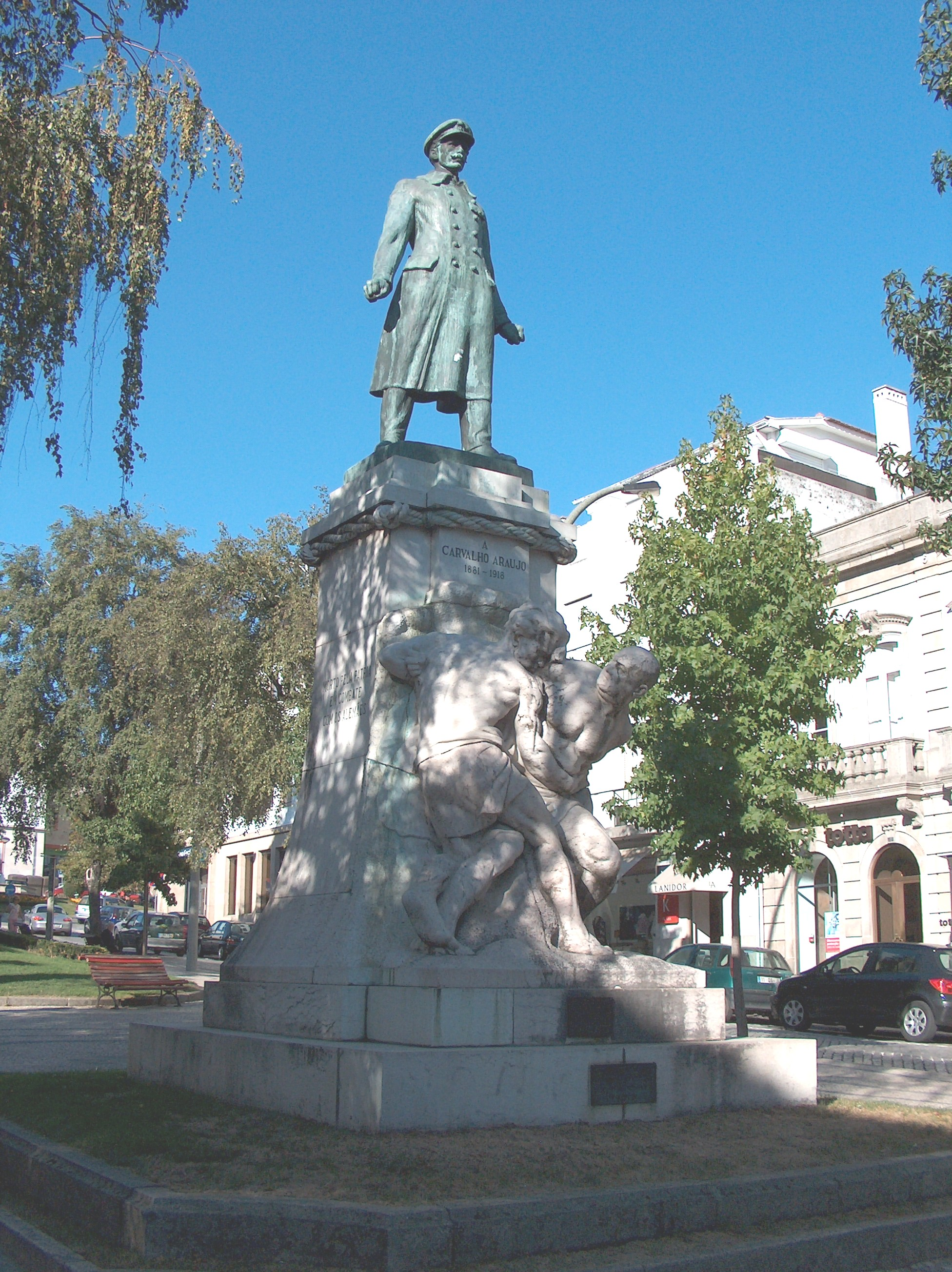
Estátua de Carvalho Araújo (Vila Real).

Artur Gaspar dos Anjos Teixeira (Santa Isabel, Lisboa, 18 de julho de 1880 – Lisboa, 4 de março de 1935) foi um escultor português, pai do também escultor Pedro Anjos Teixeira.

## Biografia
Era filho de Pedro José Bernardo Teixeira e de Emília da Conceição Teixeira, ambos também naturais de Lisboa (freguesia de Santa Isabel).
Foi discípulo dos escultores Simões de Almeida (sob.) e Costa Mota (sob.), com os quais convive enquanto conclui o curso da Escola de Belas-Artes de Lisboa.
A 25 de setembro de 1907, casou na igreja paroquial de Nossa Senhora da Pena, em Lisboa, com Ester de Oliveira Franco (Anjos, Lisboa, c. 1890), filha de José Augusto Franco, natural de Lisboa (freguesia do Coração de Jesus, e de Maria da Conceição Oliveira Franco, natural de Coimbra (freguesia da Sé Nova). Deste casamento nasceu Pedro Anjos Teixeira.
Com uma Bolsa de Estudos do Legado Valmor, viveu em Paris entre 1907 e 1914, tendo participado em várias exposições no "Salon". Desenvolveu um realismo dramático que traduzia influências das obras de François Rude, atenuado pelas inspirações, já impressionistas, de Auguste Rodin, como por exemplo as esculturas "Depois da Venda", "A Varina" e "Ninfa e Fauno" (todas atualmente no Museu do Chiado), e os bustos de Aquilino Ribeiro (no Museu Grão Vasco, em Viseu) e da Viscondessa de Alverca (colecção particular de Armando Coelho). Regressado a Portugal, fixou residência em Mem Martins e abriu atelier em Lisboa, na zona de S. Bento.
Distinguiu-se no concurso para o monumento a Camões, em Paris, onde alcançou o 1.º Prémio, executando também os monumentos a Carvalho Araújo (em Vila Real) e aos Mortos da Grande Guerra (em Viseu).

## Obra
- Estátua da República (1916), na Sala das Sessões (Parlamento) no Palácio de São Bento.[4]